# Босиљево (Чазма)
Босиљево је насељено место у саставу града Чазме у Бјеловарско-билогорској жупанији, Република Хрватска.

## Историја
До територијалне реорганизације у Хрватској налазило се у саставу старе општине Чазма.

## Становништво
На попису становништва 2011. године, Босиљево је имало 283 становника.

## Попис1991.
На попису становништва 1991. године, насељено место Босиљево је имало 257 становника, следећег националног састава:
| Попис 1991.‍  | Попис 1991.‍  | Попис 1991.‍ | Попис 1991.‍ | Попис 1991.‍ |
| ------------ | ------------ | ----------- | ----------- | ----------- |
|              |              |             |             |             |
| Хрвати       | Хрвати       |             | 228         | 88,71%      |
| Срби         | Срби         |             | 12          | 4,66%       |
| Југословени  | Југословени  |             | 7           | 2,72%       |
| неопредељени | неопредељени |             | 7           | 2,72%       |
| непознато    | непознато    |             | 3           | 1,16%       |
| укупно: 257  |              |             |             |             |